# آکیرا ناراهاشی
آکیرا ناراهاشی (به انگلیسی: Akira Narahashi) بازیکن فوتبال اهل ژاپن و عضو تیم ملی فوتبال ژاپن است که در تاریخ ۲۷ سپتامبر ۱۹۹۴ میلادی اولین بازی ملی‌اش را انجام داد. او در ۳۸ بازی ملی حضور داشت و آخرین بازی ملی خود را در تاریخ ۸ ژوئن ۲۰۰۳ میلادی انجام داد. آکیرا ناراهاشی در بازی‌های ملی‌اش
گلی به ثمر نرساند.